# Tredje Italienske Uafhængighedskrig
Den Tredje Italienske Uafhængighedskrig i sommeren 1866 var en sidekrig til Den preussisk-østrigske krig og endte med, at Kongeriget Italien erobrede den resterende del af Kongeriget Lombardiet-Venetien (dvs. Venetien med Venezia) fra Kejserriget Østrig. Dermed fik Italien næsten sit nuværende omfang. Længst mod nordøst beholdt Østrig dog Sydtyrol, grevskabet Görz og Gradisca, flådehavnen Triest og hele Slovenien.